# Бютье (Верхняя Сона)
Бютье́ (фр. Buthiers) — коммуна во Франции, находится в регионе Франш-Конте. Департамент — Верхняя Сона. Входит в состав кантона Рьоз. Округ коммуны — Везуль.
Код INSEE коммуны — 70109.

## География
Коммуна расположена приблизительно в 330 км к юго-востоку от Парижа, в 12 км севернее Безансона, в 32 км к югу от Везуля.
По территории коммуны протекает река Оньон.

## Население
Население коммуны на 2010 год составляло 309 человек.
| 1962 | 1968 | 1975 | 1982 | 1990 | 1999 | 2010 |
| ---- | ---- | ---- | ---- | ---- | ---- | ---- |
| 147  | 144  | 172  | 181  | 241  | 296  | 309  |

## Экономика
В 2010 году среди 205 человек трудоспособного возраста (15—64 лет) 159 были экономически активными, 46 — неактивными (показатель активности — 77,6 %, в 1999 году было 70,5 %). Из 159 активных жителей работали 146 человек (77 мужчин и 69 женщин), безработных было 13 (7 мужчин и 6 женщин). Среди 46 неактивных 22 человека были учениками или студентами, 19 — пенсионерами, 5 были неактивными по другим причинам.

## Достопримечательности
- Замок Бютье (XV век). Исторический памятник с 1980 года[3]
- Парк замка Бютье. Исторический памятник с 1995 года[4]